# Kabhi Haan Kabhi Naa
Kabhi Haan Kabhi Naa (Hindi: कभी हाँ कभी ना, italiano: A volte sì, a volte no) è un film indiano del 1993 diretto da Kundan Shah e con protagonisti Shahrukh Khan, Suchitra Krishnamurthy e Deepak Tijori. Si tratta di uno dei rari film mainstream indiani in cui il protagonista ha il ruolo di un perdente. È considerata una delle migliori performance di Shahrukh Khan, che ha dichiarato che è uno dei suoi film preferiti. L'attore ha anche ricevuto il Filmfare Awards della critica come migliore interpretazione. Il film è costato 5000 rupie e ne ha incassate 25.000.